# 10BROAD36
10BROAD36 — устаревший стандарт компьютерной сети в семействе стандартов Ethernet. Он был разработан в 1980-х годах и определён в IEEE 802.3b-1985.
Стандарт поддерживает сигналы Ethernet на скорости 10 Мбит/с по стандартному телевизионному (коаксиальному) кабелю с сопротивлением 75 Ом (CATV) на расстояниях до 3600 метров. Исходный стандарт Ethernet 10BASE5 использовал метод передачи данных путём кодирования (также известно как линейное кодирование), где сообщение кодируется непосредственно на проводе без любого вида несущей волны. Вместо этого 10BROAD36 модулировал данные на более высокой частоте несущего сигнала, примерно так же как аудиосигнал модулирует несущий сигнал, при передаче по радио. Этот процесс был назван широкополосной передачей данных по времени; на сегодняшний день этот термин имеет менее значимый маркетинговый смысл. У широкополосной передачи данных несколько преимуществ перед традиционным методом передачи данных путём кодирования. Диапазон был значительно расширен (3600 метров по сравнению с 500 метрами для 10BASE5) и многократные сигналы могли также находиться на том же кабеле. 10BROAD36 мог даже совместно использовать кабель со стандартными телевизионными каналами. 

## Стандартизация
Комитет по стандартам Института инженеров по электротехнике и электронике IEEE 802 опубликовал стандарт, который был ратифицирован в 1985 году как дополнительный раздел 11 к основному стандарту Ethernet. Он был также выпущен как ISO/IEC 8802-3 в 1989 году.

## Развертывание
10BROAD36 был менее успешным, чем его современники, из-за высокой сложности оборудования, а в связи с этим и его высокой стоимостью. Отдельные станции были намного дороже из-за дополнительной включённой схемы радиочастоты. Однако основной сложностью служило то, что 10BROAD36 был однонаправленным. Сигналы могли перемещаться только в одном направлении - вдоль линии, поэтому на ней должны присутствовать головные станции, чтобы повторять сигналы (гарантируя, что никакие пакеты не проходят через линию бесконечно) либо на другой, обратной частоте на той же линии, либо на другой, отдельной линии. Это также увеличивает задержку и предотвращает двунаправленный поток сигналов.
Дополнительная сложность перевешивала достоинства и возможности многократного использования технологии CATV для намеченных кампусных и общегородских сетей. В глобальных сетях этот стандарт быстро заменили альтернативами волоконно-оптической связи, такими как 100BASE-FX (который обеспечил увеличение скорости передачи данных в десять раз). Интерес к кабельным модемам был возрождён для доступа к Интернету в жилых сетях через более поздние технологии, такие как Data Over Cable Service Interface Specification в 1990-х годах.